# Asseyez-vous, Messieurs
Asseyez-vous, Messieurs (titre original : Gentlemen, Be Seated!) est une nouvelle de Robert Heinlein publiée pour la première fois dans le magazine Argosy en mai 1948 (en 1967 en français par OPTA) et faisant partie de l’Histoire du futur.

## Résumé
Le jeune narrateur visite Luna City, alors en pleine expansion, y compris les tunnels que l'on fore laborieusement sous la surface lunaire. Un effondrement subit l'enferme avec ses guides dans une section isolée. De surcroît, une fuite d'air se fait sentir. Pour la boucher en attendant les secours, les trois hommes ne voient pour seule solution que de s'asseoir dessus à tour de rôle, alors que le contact du vide est très dommageable pour leur santé.

## Éditions en français
- dans Histoire du futur (Tome 1),  OPTA, coll. Club du livre d'anticipation no 10, 1967.
- dans Histoire du futur (Tome 2), Les Vertes Collines de la Terre, Presses-Pocket/Pocket, coll. Science-fiction no 5063, 1979 (rééd. 1989)
- dans Histoire du futur (Tome II), Les Vertes Collines de la Terre, Gallimard, coll. Folio SF no 208, 2005.